# リスフィルム

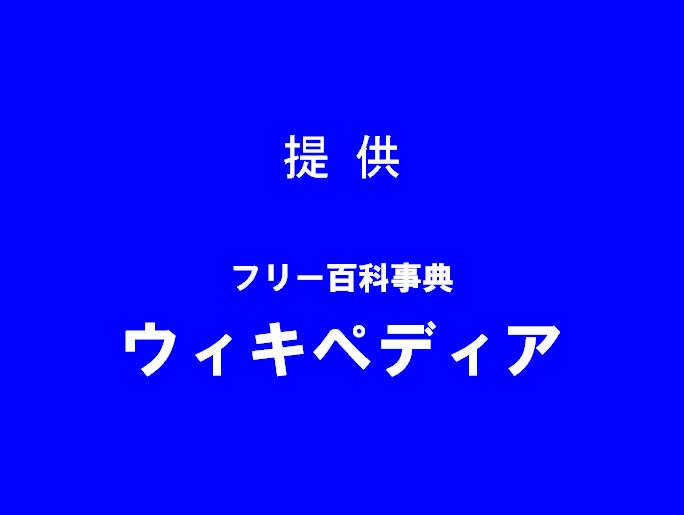
リスフィルムの使用例

リスフィルム（lith film）とは、写真製版用のモノクロフィルムの一種。白いところは白、黒いところは黒という、非常にコントラストが強い超硬調な写真が得られる。
製版用フィルムの代表的な製品として、写真製版に用いられたほか、テレビ番組のオープニングタイトルや「提供クレジット」など、保存のきく超硬調な版が欲しい場合に使われた。アニメや特撮でマスクを切る際の「リスマスク」としても使われた。

## 歴史
コダックが1929年に発売した「Kodalith Paper」に続いて、1931年に発売した「Kodalith Film」が世界初のリスフィルムである。「lith」とは「Lithography（リトグラフ）」に由来するらしい。リスフィルムの登場により、写真製版ではこれまでの湿板法に代わって、リスフィルムを用いた写真フィルム法が主に用いられるようになっていった。
国産初のリスフィルムは、1939年に富士フイルムが発売した「フジリスフィルム」である。もともとは地図の複製やメーターの文字盤用に開発されたが、日中戦争の激化に伴い、主に軍用として盛んに製造された。戦後となった1950年、小西六写真工業（コニカ）が「コニリス」を発売。1952年には富士フイルムが「フジリスフィルムL」（密着用）「フジリスフィルムM」（撮影用）を発売し、これらの特約販売店のルートを通じて民生向けの販売が開始されたが、コダックの「コダリス」やデュポンの「フォトリス」などといった海外メーカーの品質に追い付くには時間がかかった。
1950年代まではモノールとハイドロキノンを主成分とする現像液が使われてきたが、「伝染現像（感染現像、infectious developer）」というシステムを利用することで、よりコントラストが強い写真が得られることが解り、新たにリスフィルム用の伝染現像液（リス現像液）が開発されるなど、1950年代以降は伝染現像システムを利用したリスフィルムが一般的になった。日本の富士フイルムもこの伝染現像システムに適合したリスフィルムの開発に成功し、1956年に「フジリスオルソフィルム」として発売。これが国産初の伝染現像を利用したリスフィルムである。
1964年にコダックがリスフィルム用の自動現像機を実用化した。1950年代より写真製版が湿板法から写真フィルム法に移行したといっても、湿板時代と同様に職人技に頼る部分が大きく、印刷が不安定であった。現像が自動化されたことで、印刷物の安定性が大きく向上した。日本では、当初は海外メーカーの自動現像機の輸入に頼っていたが、富士フイルム、コニカ、大日本スクリーン製造（SCREEN）が1970年代に自動現像機の自社開発を行い、コダックと同様の写真製版システムを展開した。
コダックのKodalith（コダリス）、富士フイルムのFUJILITH（フジリス）、小西六写真工業（後のコニカ）のSakuralith（後のコニリス。海外では「Konica」のブランドに合わせて当初から「konilith」のブランドを使っていたらしい）が当時の3大メーカーであった。当初はコダリスが競合を圧倒していたが、富士フイルムが1977年に写真製版システムの「富士フイルムHSLシステム」、1982年には「Super HSLシステム」を展開するに至り、フジリスがコダリスを品質・販売量ともに凌駕するようになった。
1990年代よりDTPに置き換えられ、次第に使用されなくなった。コニカは2006年に撤退。コダックは2010年に撤退した。その後は富士フイルムのみが製造・販売していた。かつては大手カメラ量販店やメーカー特約店などで普通に購入でき、個人による手焼き写真も可能だったが、2016年時点でカメラ撮影用リスフィルム「HS」と密着反転用・コンタクトフィルム「FKS」の2種4製品のみがラインナップに残り、入手は不可能となった。

## 主な使用例

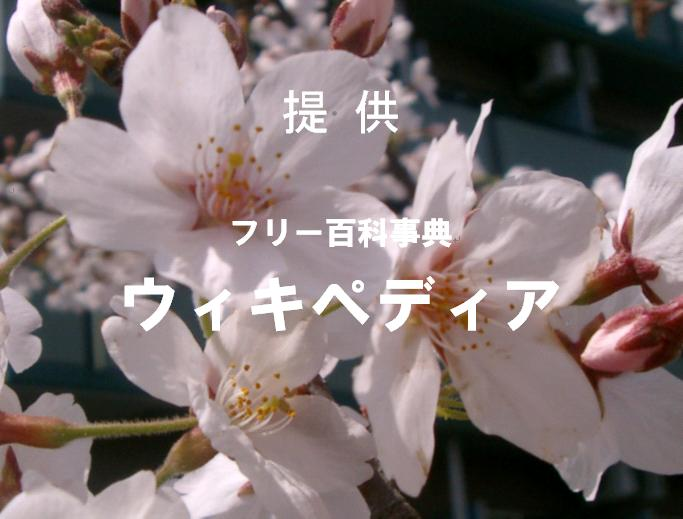
写植を打った印画紙をいったん撮影してリスフィルムの形態で保存したものを、毎週撮影し、番組オープニングの提供クレジット画面で合成している（画像はイメージ）。印画紙は月日を経るごとに劣化して、丸まったり焼けたりするが、リスフィルムは劣化せず、番組の最終話までゴミもシミもない超硬調な画を維持する

リスフィルムの主な用途は写真製版システムであるが、「超硬調」という特性を生かして、様々な用途で使われた。
テレビ番組のタイトルや提供クレジットでも使われた。テレビ番組のタイトルは同じものが長期間使われるので、紙に書いた文字をいったん撮影して「リスフィルム」の形態で保存しておくと、紙のように劣化しないというメリットがあった。
アニメや特撮でマスクを切る際にも使われた。『宇宙刑事ギャバン』（1982年）の「蒸着」（変身シーン）などが初期の使用例である。『ギャバン』の「蒸着」シーンを製作した雨宮慶太によると、リスフィルムで透過光を出し、黒紙に穴をあけて「宇宙」を表現し、グロウの作画はスポンジを使ったとのことで、CGの無い時代の特撮は創意工夫をしている。
意外なところでは、プラネタリウムの星を投影する際にも使われた。1986年、当時高校生だった大平貴之が制作したものがリスフィルムを用いたフィルム式投影機の最初のもので、大平が後にソニーに就職したことに伴い、この方式のプラネタリウム「メガスター」はソニーから販売されるようになった。なお、リスフィルムの製造終了に伴い、2015年以降の「メガスター」シリーズにおけるプラネタリウムの原版はソニーDADCジャパンのブルーレイディスク用の光ディスクマスタリング技術を用いて製造されている。

### アニメでの使用
リスフィルムはアニメ製作でも使われた。タイトルやクレジットなどの他、アニメ本編でも多用された。
動画用紙に描いた細い線をリスフィルムに転写して透過光を出す「リスマスク透過光」というテクニックがあった。例えば稲光などを表現する際などに使う。透過光処理をする際、セル全体を絵具で塗って塗り残したところから光を出す方法だと、細い線が表現できないうえに、「裏打ち（裏塗り、光が漏れないように裏から黒を塗る）」をしても絵具の気泡などのせいで黒い部分からどうしても光が漏れてしまって、純粋な「黒」が表現できないことから、予算の許す限り、リスフィルムを使う「リスマスク」が使われた。リスを使うとリスフィルム代がかかる上に、「リスワーク」（原画を撮影してリスフィルムの形態にする作業）を担当するマキ・プロに高い金を払うことになるので、リスマスクを極力使わずラシャ紙などで作って安く済ませている会社も多かったが、東映動画は社内にリスの撮影機材があって現像まで行え、演出助手に動画をタダ働きでトレスさせれば動画マンに金を払わずに済み、さらにそれをBANKとして複数のアニメで使いまわせるなど、リスを使うと逆に安くなるということで、一時期リスを多用していた。なお、東映動画で助手が動画をトレスしていたのは初期の話で、リスマスク処理が増えるに従って追いつかなくなり、やがて動画マンが用紙に直接マジックで描くようになった。東映動画にリスマスク作成機が設置されたのは1985年で、もともと東映動画にはマシントレス用に「ゼロックス」と呼ばれる大掛かりなシステムが1962年より設置されていたが、それが1984年に解体されたあと、空いたスペースに新型の「ゼロックス」とリスマスク作成機が設置された。東映動画はBANKをなるべく使いまわす気風があり、例えば羽山淳一が『北斗の拳』で作った雷のリスマスクは『セーラームーン』の時代まで長く使いまわされたとのこと。メカのインジケータ、夜空の花火、OPで一瞬だけ光るタイトル名、黒バックにスタッフクレジットなど、リスフィルムの後ろから光を投射すると、線から光がいい感じに漏れる。
合成はオプチカル・プリンターを使ってする場合もあったが、「オプチカル出し」をすると予算も時間もかかるため、劇場版やOP/EDなどの特別な場合でない限り、リスフィルムを使って二重露光（double exposure、通称「ダブラシ」）する場合が多かった。
1970年代末にSFが流行り始めたことにより、1978年公開の『さらば宇宙戦艦ヤマト 愛の戦士たち』の時期より透過光処理の使用が激増し、ラシャ紙にカッターで切り抜いたり、千枚通しで穴を空けたりといった試行錯誤の末、「リスマスク」が使われるようになった。リスマスク透過光、いわゆる「T光」処理をアニメで初めて使ったのは、1983年公開の『幻魔大戦』の「オーラ」の表現らしい。リスマスク透過光の処理をする動画は鉛筆ではなく油性ペンで描くことになるので、失敗できないのでアニメーターは緊張したが、ラシャ紙をカッターで切るよりも精度が高く、人体にピッタリ沿わせることができ、非常に細い透過光が出せ、格段に表現力が高まるので、すぐに他のアニメでも使われるようになった。
1980年代はワイヤーフレームのCGが流行ったが、当時はコンピューターを使ったCG製作が非常に高価で、アニメーターの人海戦術を使った方が安価だったため、線を手書きしてリスマスクを切って透過光処理をして「いかにもブラウン管に映ったCG風」に見せる場合が多かった。
アナログのセルアニメ最末期である1990年代後半には、アニメ制作にコンピューターが本格的に取り入れられ、IllustratorやAftereffectなどで作ったデジタルのデータを印刷してアナログのリスフィルムに転写した物を撮影してアナログで合成する時期が数年だけあった。アニメのクレジットで史上初めてデジタルフォントを使ったのは、1995年放映の『新世紀エヴァンゲリオン』で、Illustratorで作って「イメージセッタ」（アニメ会社では当時ガイナックスだけが所有していた、数千万円する巨大な製版用プリンタ。ガイナックスはゲーム部門を持っていたので、ゲームのパッケージを印刷するのに使っていた）で印刷してアナログで合成したタイトルやモニターグラフィックスは大きな評判となったが、ガイナックスは1998年放映の次作『彼氏彼女の事情』の制作中でアニメ制作をデジタル化したので、アナログの合成は使わなくなった。
2000年代に入るとアニメ制作の完全デジタル化（フィルム撮影の廃止）に伴い、リスフィルムは廃止されて全てCGで合成するようになったが、演出の名称自体はそのまま「リスマスク」と呼ばれている。

## 参照
1. ↑  富士フイルムのあゆみ　「品質第一主義」を貫く
2. ↑  富士フイルムのあゆみ　写真製版方式の変革への対応 - フジリスフィルムの発売
3. ↑  風前の灯状況にある印刷製版用リスフィルム - 印刷図書館倶楽部ひろば
4. ↑  雨宮慶太のtwitter
5. ↑  大平技研とソニーDADCジャパン　プラネタリウム「MEGASTAR」用超精密恒星原板「GIGAMASK」を共同開発 ソニーミュージックグループ コーポレートサイト
6. ↑  『増補改訂版 アニメーションの基礎知識大百科』、神村幸子、グラフィック社、2020年、p.207
7. ↑  佐々木憲世のtweet
8. ↑  【氷川教授の「アニメに歴史あり」】第8回　セル制作と失われたインフラ : ニュース - アニメハック
9. ↑  route 2015 all around the EVANGELION - 株式会社カラー